# ألكسندر غودي
الكسندر غودي (بالألمانية: Alexander Gode)‏ (و. 1906 – 1970 م) هو لغوي، ومترجم من ألمانيا . ولد في بريمن .
توفي في نيويورك .

## التعليم
تعلم في جامعة كولومبيا.

## روابط خارجية
- ألكسندر غودي على موقع الموسوعة البريطانية (الإنجليزية)